# Byrrhinus flavicornis
Byrrhinus flavicornis är en skalbaggsart som beskrevs av Champion 1923. Byrrhinus flavicornis ingår i släktet Byrrhinus och familjen lerstrandbaggar. Inga underarter finns listade i Catalogue of Life.